# Christian Ulrich
Christian Ulrich   (Viena, 27 d'abril de 1836 - Viena, 22 de gener de 1909) fou un arquitecte austrohongarès.

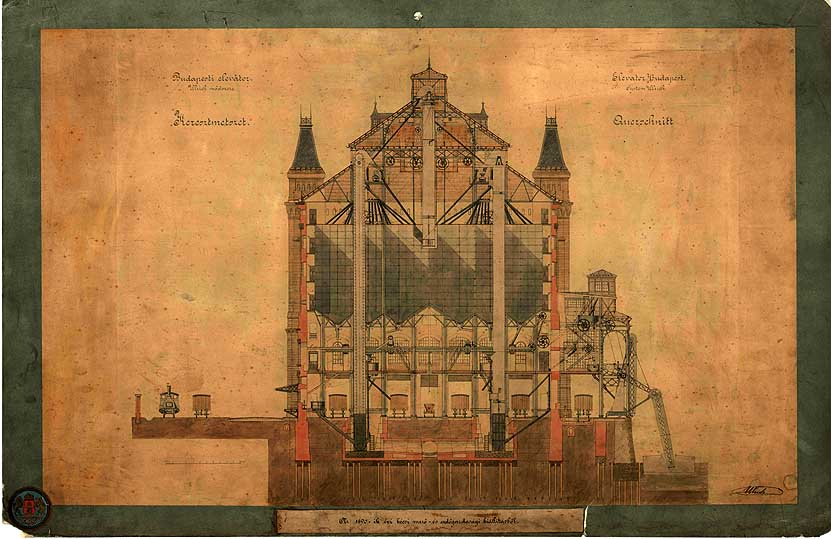
Secció de l'elevador de grans de Budapest (1880)

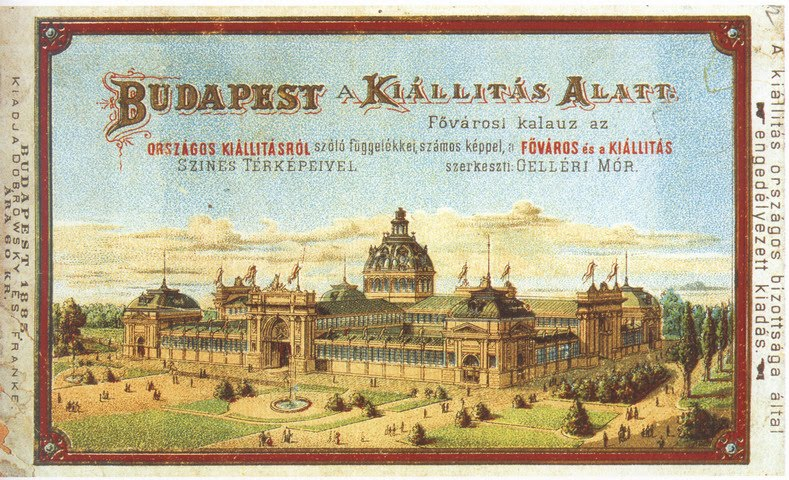
Palau de la Indústria de 1885

Ulrich va guanyar-se la seva reputació gràcies al desenvolupament de l'elevador de grans de Budapest. El 1880, va guanyar un concurs amb el disseny d'un ascensor, l'edifici del qual va acaba el 1883. Més tard es va traslladar a Budapest, on va dissenyar el palau de la Indústria (en hongarès, Iparcsarnok) al parc de la ciutat, una impressionant construcció de ferro i acer construïda el 1885. Tots dos edificis foren demolits poc després de la Segona Guerra Mundial.
El 1879, Christian Ulrich va dissenyar una nova façana i el vestíbul del Museu Teyler de Haarlem.